# NGC 5605
NGC 5605 ist eine Balken-Spiralgalaxie mit ausgedehnten Sternentstehungsgebieten vom Hubble-Typ SBc im Sternbild Waage auf der Ekliptik. Sie ist schätzungsweise 149 Millionen Lichtjahre von der Milchstraße entfernt und hat einen Durchmesser von etwa 65.000 Lichtjahren.
Das Objekt wurde am 11. Mai 1784 von Wilhelm Herschel mit einem 18,7-Zoll-Spiegelteleskop entdeckt, der sie dabei mit „eF, pL, iR, little brighter towards the following side“ beschrieb. John Herschel notierte am 8. Mai 1831 bei seiner Beobachtung mit einem 18-Zoll-Spiegelteleskop: „F, pL, R, gvlbM, 1.5′“.
Im Januar 2022 wurden innerhalb weniger Tage drei Supernovae in NGC 5605 entdeckt: 2022bn vom Typ Ib, 2022ec und 2022pv jeweils vom Typ II. Im Durchschnitt wird eine Supernova in einer Galaxie nur etwa einmal pro Jahrhundert erwartet.